# Кіндратки
Кіндратки, Кіндратка — село в Україні, у Ізяславській міській громаді Шепетівського району Хмельницької області. Населення становить 176 осіб (2001). До 2020 року орган місцевого самоврядування — Ізяславська міська рада. Центром міськради було місто Ізяслав.

## Історія
У 1906 році село Ізяславської волості Ізяславського повіту Волинської губернії. Відстань від повітового міста 7 верст, від волості 7. Дворів 104, мешканців 658.
Протягом 1907–1917 років село у складі Заславського ключа Заславського майорату князів Санґушків.
7 (20) листопада 1917 року, відповідно до Третього Універсалу Української Центральної Ради, увійшло до складу Української Народної Республіки.
Колишній орган місцевого самоврядування — Білівська сільська рада.
12 червня 2020 року, відповідно до розпорядження Кабінету Міністрів України № 727-р «Про визначення адміністративних центрів та затвердження територій територіальних громад Хмельницької області», увійшло до складу Ізяславської міської територіальної громади.
19 липня 2020 року, в результаті адміністративно-територіальної реформи та ліквідації Ізяславського району, село увійшло до складу новоутвореного Шепетівського району

## Відомі уродженці
- Кравчук Василь Іванович — дитячий письменник, гуморист.